# Will Quadflieg

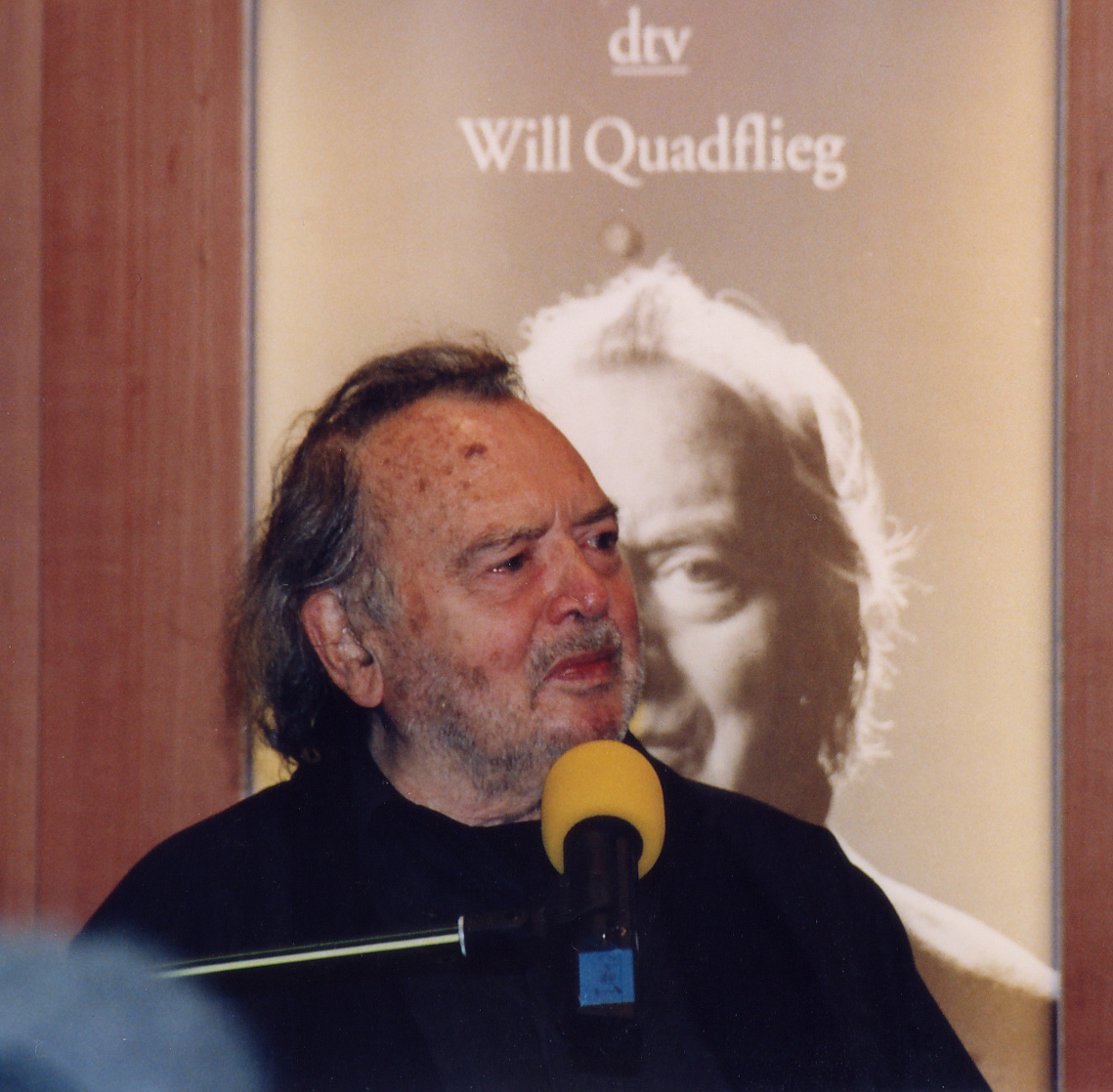
Will Quadflieg, 1998.

Will Quadflieg, född 15 september 1914 i Oberhausen, Kejsardömet Tyskland, död 27 november 2003 i Osterholz-Scharmbeck, Tyskland, var en tysk skådespelare. Mot slutet av 1930-talet började han synas i roller i tyska filmer, men efter andra världskrigets slut blev teaterskådespeleri hans prioritet. Han medverkade ändå fortsatt i TV-produktioner fram till 1999. Han är far till skådespelaren Christian Quadflieg.

## Filmografi, urval
- 1938 – Der Maulkorb
- 1942 – Den stora skuggan
- 1944 – I tonernas värld
- 1953 – Glöm inte kärleken
- 1955 – Lola Montez – kurtisanen
- 1960 – Faust